# Westgat (Schiermonnikoog)
Het Westgat is een vaargeul ten noordwesten van Schiermonnikoog in de Nederlandse provincie Friesland. De vaargeul is onderdeel van de buitendelta tussen Schiermonnikoog en Ameland en gaat ten oosten van de Engelsmanplaat over in het Zoutkamperlaag. Het Westgat is na het verzanden van het Plaatgat de enige resterende vaargeul tussen de Noordzee en de haven van Lauwersoog.
Ook het Westgat is ook aan verzanding onderhevig: op het meest ondiepe stuk staat nu nog geen 5 meter water, waardoor grotere viskotters de haven van Lauwersoog slechts op tij kunnen bereiken.